# Helge Rode
Helge Rode,  född den 16 oktober 1870 i Köpenhamn, död den 23 mars 1937 på Frederiksberg, var en dansk skald, son till Gotfred Rode, bror till Ove Rode, gift med Edith Rode, far till Ebbe Rode.
Rode uppfostrades i Kristiania, men återvände som ung man till Danmark, där han sedan hade sitt hemvist. Han utgav några diktsamlingar, Hvide Blomster (1892), Digte, gamle og nye (1907), Ariel (1914) och Den stille Have (1922), samt en rad skådespel, av vilka några vann bifall: Kongesønner (1896), Sommereventyr (1897), Dansen gaar (1898), Kampene i Stefan Borgs Hjem (1901),
Solsagn (1904), Komedier (2 band, 1905), Morbus Tellermann, et Storstadsdrama (1907), Flugten (1909), Grev Bonde og hans hus (1912), Det store Forlis (1917), En Mand gik ned fra Jerusalem (1920), Moderen (1921) och Theatret (1922). Därtill kom de kritisk-filosofiska arbetena Krig og Aand (1917), Regenerationen i vort Aandsliv (I, 1923) och Pladsen med de grønne Træer (1924).
Emil Elberling skriver i Nordisk Familjebok: "R:s ungdomsdikter och första skådespel tyngdes af en viss sökt originalitet och sentimentalitet ända till öfverspändhet, men buros af stark skönhetslängtan och innerlig stämning. Senare lyckades han arbeta sig fram till större konstnärlighet." I sina senare verk, tillägger Povl Engelstoft i supplementet, "vänder han sig skarpt mot den Brandesska perioden i danskt kulturlif och dess resultat. Mot utvecklingsläran ställer han en dogmfri religion, mot radikalismen och internationalismen betonar han öfverallt de positivt nationella värdena och har därigenom blifvit en af banerförarna för ett nytt tidsskede i Danmark."